# عاشق (دوراس)
عاشق (به فرانسوی: L'Amant)، (به انگلیسی: The Lover) عنوان رمانی از مارگریت دوراس نویسنده فرانسوی است که در سال ۱۹۸۴ منتشر شد. این رمان به بسیاری از زبان‌های دنیا ترجمه شده و جایزه جایزه گنکور را کسب کرده‌است. این رمان در حقیقت قسمتی از زندگی مارگریت دوراس نویسنده رمان را بیان می‌کند.

## خلاصه داستان
دختر نوجوان فرانسوی الاصل ۱۵ ساله بی‌پولی با مردی چینی ۲۷ ساله ثروتمند آشنا می‌شود. دخترک در ۴ سالگی پدرش را از دست داده‌است و به همراه مادر و دو برادرش در یکی از شهرهای هندوچین زندگی می‌کنند. برادر بزرگتر، برادر کوچکتر را مورد آزار جنسی قرار می‌دهد ولی مادر همیشه مدافع برادر دیکتاتور است. دخترک با مرد چینی که عشق بسیار زیادی به او دارد، وارد رابطه خیلی نزدیک می‌شود. پدر مرد چینی اجازهٔ ازدواج او با دختر جوان را نمی‌دهد…

## فیلم
بر اساس این رمان فیلمی به نام عاشق در سال ۱۹۹۲ ساخته شده‌است.